# Haiti na Letnich Igrzyskach Olimpijskich 2016
Haiti na Letnich Igrzyskach Olimpijskich 2016, które odbyły się w Rio de Janeiro  reprezentowało 10 zawodników - 7 mężczyzn i 3 kobiety.
Był to szesnasty występ reprezentacji Haiti na letnich igrzyskach olimpijskich.

## Reprezentanci

### Boks
Mężczyźni
| Zawodnik   | Konkurencja          | 1/16             | 1/8              | Ćwierćfinał      | Półfinał         | Finał            | Finał   |
| Zawodnik   | Konkurencja          | Przeciwnik Wynik | Przeciwnik Wynik | Przeciwnik Wynik | Przeciwnik Wynik | Przeciwnik Wynik | Miejsce |
| ---------- | -------------------- | ---------------- | ---------------- | ---------------- | ---------------- | ---------------- | ------- |
| Elie Konki | waga lekkopółśrednia | Russell P 0-3    | NQ               | NQ               | NQ               | NQ               | NQ      |

### Judo
Mężczyźni
| Zawodnik     | Konkurencja | 1/16                | 1/8              | Ćwierćfinał      | Półfinał         | Repasaż          | Finał/BM         | Finał/BM |
| Zawodnik     | Konkurencja | Przeciwnik Wynik    | Przeciwnik Wynik | Przeciwnik Wynik | Przeciwnik Wynik | Przeciwnik Wynik | Przeciwnik Wynik | Pozycja  |
| ------------ | ----------- | ------------------- | ---------------- | ---------------- | ---------------- | ---------------- | ---------------- | -------- |
| Josue Deprez | - 73 kg     | Wandtke P 000-000 S | NQ               | NQ               | NQ               | NQ               | NQ               | NQ       |

### Lekkoatletyka
Mężczyźni
| Zawodnik       | Konkurencja        | Eliminacje | Eliminacje | Ćwierćfinał | Ćwierćfinał | Półfinał | Półfinał | Finał | Finał   |
| Zawodnik       | Konkurencja        | Wynik      | Miejsce    | Wynik       | Miejsce     | Wynik    | Miejsce  | Wynik | Miejsce |
| -------------- | ------------------ | ---------- | ---------- | ----------- | ----------- | -------- | -------- | ----- | ------- |
| Darrell Wesh   | 100 m              | BYE        | BYE        | 10,39       | 8.          | NQ       | NQ       | NQ    | NQ      |
| Jeffrey Julmis | 110 m przez płotki | 13,66      | 3. Q       | —           | —           | DSQ      | DSQ      | NQ    | NQ      |

Kobiety
| Zawodniczka | Konkurencja        | Eliminacje | Eliminacje | Półfinał | Półfinał | Finał | Finał   |
| Zawodniczka | Konkurencja        | Wynik      | Miejsce    | Wynik    | Miejsce  | Wynik | Miejsce |
| ----------- | ------------------ | ---------- | ---------- | -------- | -------- | ----- | ------- |
| Mulern Jean | 100 m przez płotki | DSQ        | DSQ        | NQ       | NQ       | NQ    | NQ      |

### Pływanie
Mężczyźni
| Zawodnik          | Konkurencja          | Eliminacje | Eliminacje | Półfinał | Półfinał | Finał | Finał   |
| Zawodnik          | Konkurencja          | Czas       | Miejsce    | Czas     | Miejsce  | Czas  | Miejsce |
| ----------------- | -------------------- | ---------- | ---------- | -------- | -------- | ----- | ------- |
| Frantz Dorsainvil | 50 m stylem dowolnym | 30,86      | 85.        | NQ       | NQ       | NQ    | NQ      |

Kobiety
| Zawodniczka    | Konkurencja          | Eliminacje | Eliminacje | Półfinał | Półfinał | Finał | Finał   |
| Zawodniczka    | Konkurencja          | Czas       | Miejsce    | Czas     | Miejsce  | Czas  | Miejsce |
| -------------- | -------------------- | ---------- | ---------- | -------- | -------- | ----- | ------- |
| Talita Te Flan | 50 m stylem dowolnym | 27,46      | 56.        | NQ       | NQ       | NQ    | NQ      |

### Podnoszenie ciężarów
Mężczyźni
| Zawodnik       | Konkurencja | Rwanie | Rwanie  | Podrzut | Podrzut | Razem  | Pozycja |
| Zawodnik       | Konkurencja | Wynik  | Pozycja | Wynik   | Pozycja | Razem  | Pozycja |
| -------------- | ----------- | ------ | ------- | ------- | ------- | ------ | ------- |
| Edouard Joseph | - 62 kg     | 107 kg | 14.     | n\a     | n\a     | 107 kg | DNF     |

### Taekwondo
Kobiety
| Zawodniczka      | Konkurencja | 1/16                | Ćwierćfinał         | Półfinał            | Repasaż             | Finał/BM            | Finał/BM |
| Zawodniczka      | Konkurencja | Przeciwniczka Wynik | Przeciwniczka Wynik | Przeciwniczka Wynik | Przeciwniczka Wynik | Przeciwniczka Wynik | Pozycja  |
| ---------------- | ----------- | ------------------- | ------------------- | ------------------- | ------------------- | ------------------- | -------- |
| Aniya Louissaint | - 67 kg     | Niaré P 4-5         | NQ                  | NQ                  | Gbagbi P 2-7        | NQ                  | 7.       |

### Zapasy
Mężczyźni – styl wolny
| Zawodnik        | Konkurencja | Eliminacje       | 1/8              | Ćwierćfinał      | Półfinał         | Repasaż 1        | Repasaż 2        | Finał/BM         | Finał/BM |
| Zawodnik        | Konkurencja | Przeciwnik Wynik | Przeciwnik Wynik | Przeciwnik Wynik | Przeciwnik Wynik | Przeciwnik Wynik | Przeciwnik Wynik | Przeciwnik Wynik | Miejsce  |
| --------------- | ----------- | ---------------- | ---------------- | ---------------- | ---------------- | ---------------- | ---------------- | ---------------- | -------- |
| Asnage Castelly | - 74 kg     | BYE              | Jazdani W 0-4    | NQ               | NQ               | BYE              | Demirtaş P 0-4   | NQ               | 19.      |